# Akata
Akata est une société française spécialisée dans l'adaptation et l'importation en français d'œuvres asiatiques, filiale des Éditions Leduc depuis 2022.
Fondée en 2001, elle est liée à Delcourt jusqu'en mars 2013. Elle est indépendante jusqu'en 2022, date de son rachat.

## Histoire
Créée en 2001 par Dominique Véret, Sylvie Véret Chang, Erwan Le Verger, Sahé Cibot, elle est liée à Delcourt pour qui elle développe et diffuse un catalogue de bande dessinées asiatiques.
En mai 2013, les éditions Delcourt et Akata annoncent leur séparation pour la fin de l'année 2013 et Akata se lance dans l'édition pour faire connaître de nouveaux auteurs.
Son équipe est alors composée de Dominique Véret, consultant et superviseur, Sylvie (Véret) Chang, en coordination, Bruno Pham, responsable relations internationales et responsable éditorial du site, et Erwan Charlès, webmaster.
Parallèlement, Akata est également agent littéraire pour des éditeurs japonais, et en partenariat avec la société Tohan, afin de vendre les droits de livres, dans des domaines variés (cuisine, pratique, jeunesse...).
Le 23 juin 2022, les éditions Leduc.s (du groupe Albin Michel) annoncent la reprise de la maison d'édition à la suite du départ de Sylvie Chang. Bruno Pham devient directeur général et Gilles Haéri président de la société.

## Collections
Small - S
Œuvres pouvant se lire à tous les âges. Collection reconnaissable par un logo turquoise.
Medium - M
Œuvres pouvant se lire à partir de l'adolescence. Collection reconnaissable par un logo rouge pourpre.
Large - L
Œuvres destinées à un public adulte. Collection reconnaissable par un logo bleu foncé.
What the Fuck?! - WTF?!
Regroupement d’œuvres pouvant être considérées comme originales que ce soit dans le thème abordé ou le dessin. Collection reconnaissable par un logo stylisé composé des lettres et des points "WTF?!".
Héritages - H
Collection annoncée le 14 juin 2022, regroupement d’œuvres dites "patrimoniales" (importantes dans l'histoire du manga). Cette collection est composée d'ouvrage grand format (147 x 210 mm) avec quelques pages couleurs. Chaque ouvrage est accompagné d'un "appareil critique" (remise en contexte de l’œuvre, interviews, avis de l'auteur, etc.).

## Catalogue
Dernière mise à jour : janvier 2013.

### Titres publiés par d'autres éditeurs via Akata
- L'éveil, de Kazuhiko Miyaya.

### Numérique
Akata propose un grand nombre de titres en prépublication numérique, accessibles depuis le site web de la maison d'édition. Depuis 2021, une partie de son catalogue est disponible à l'abonnement sur la plateforme Mangas.io.

### Note
1. ↑  Au Japon, Coq de combat fut d'abord édité par Futabasha puis par Kōdansha à partir du volume 20. Akata édite d'abord les tomes 1 à 19 de Futabasha. Une nouvelle édition des 19 premiers tomes est ensuite publiée, ainsi que les tomes 20 et au-delà de Kōdansha